# Beverly Hills Ninja
Beverly Hills Ninja (Brasil: Um Ninja da Pesada / Portugal: O Ninja de Beverly Hills) é um filme estadunidense de 1997, do gênero comédia, estreando Chris Farley como um ninja de Beverly Hills, ao lado de Nicollette Sheridan, Robin Shou, Nathaniel Parker e Chris Rock. Escrito por Mark Feldberg e por Mitchell Klebanoff e dirigido por Dennis Dugan, o filme, distribuído pela TriStar Pictures, foi estreado no mesmo ano em que Chris Farley morreu. Nos Estados Unidos, o dia da estreia foi 17 de Janeiro daquele ano. Os produtores são: Bradley Jenkel, Brad Krevoy e Steven Stabler.

## Sinopse
Depois do naufrágio de um barco, um bebê é resgatado por um clã de ninjas guerreiros e cuidado como um deles. Mas Haru, apesar de se empenhar ao máximo para se tornar um ninja merecedor, não se encaixa. Entretanto, o perseverante e bondoso Haru, em seu jeito empavonado, recebe uma missão que o traz para Beverly Hills, onde terá que investigar um assassinato misterioso.

## Elenco
- Chris Farley como Haru
- Nicollette Sheridan como Alison Page/Sally Jones
- Robin Shou como Gobei
- Nathaniel Parker como Martin Tanley
- Chris Rock como Joey Washington
- Keith Cooke Hirabayashi como Nobu
- Soon-Tek Oh como Sensei
- William Sasso como Chet Walters
- François Chau como Izumo
- Jason Tobin como Busboy
- John P. Farley como Policial
- Kevin Farley como Policial
- Billy Connolly como Proprietário do Antiquário Japonês
- Patrick Breen como Gerente de Recepção (não creditado)
- Steve Terada como Artista Marcial (não creditado)

## Produção
De acordo com uma reportagem biográfica exibida no canal de TV A&E, Chris Farley destestou o filme assim que o assistiu pela primeira vez. Ele chegou a avisar seu agente que nunca mais atuaria no cinema. O motivo de tamanha insatisfação foi justificado pelo ator. Segundo ele, Beverly Hills Ninja, mostra um humor banal e excessivamente focado em seu peso. De acordo com Bradley Jenkel, Farley exigiu que Chris Rock co-estrelasse este filme e disse que não atuaria sem ele.

## Músicas
1. "You're a Ninja?" - Chris Rock
2. "Kung Fu Fighting" - Patti Rothberg
3. "One Way or Another" - Blondie
4. "We Are in Danger" - Nathaniel Parker
5. "Tsugihagi Boogie Woogie" - Ulfuls
6. "Low Rider" - War
7. "The blackness of my belt..." - Chris Rock
8. "Tarzan Boy" - Baltimora
9. "My Identity Must Remain Mysterious" - Curtis Blanck
10. "Turning Japanese" - The Hazies
11. "You're the big, fat Ninja, aren't you?" - Nathaniel Parker
12. "Kung Fu Fighting" - Carl Douglas
13. "I'm Too Sexy" - Right Said Fred
14. "...Close to the Temple, not Inside..." - Nicollette Sheridan
15. "I Think We're Alone Now (Versão Japonesa)" - Lene Lovich
16. "Finally Got It" - Little John
17. "...Yes, I guess I did"
18. "End (Music from the Original Score)" - Buckethead, George S. Clinton

## Sequência
Beverly Hills Ninja 2, uma sequência escrita por Mitch Klebanoff e co-dirigida por Klebanoff e Kelly Sandefur, e estrelado por David Hasselhoff e Lucas Grabeel, começou a ser filmada na Coreia do Sul em outubro de 2008. Durante as filmagens, o nome do filme foi mudado para Dancing Ninja. Devido a problemas de financiamento, o projeto sofreu várias paradas na produção, levando à princípio a uma eventual suspensão nas filmagens. Com 30% do filme concluído, Klebanoff desejava continuar a produção no Canadá, mas ele foi demitido do projeto.